# Deyan Gueorguievski
Deyan Gueorguievski –en macedonio, Дејан Георгиевски– (8 de mayo de 1999) es un deportista macedonio que compite en taekwondo.
Participó en los Juegos Olímpicos de Tokio 2020, obteniendo una medalla de plata en la categoría de +80 kg. En los Juegos Europeos de Cracovia 2023 consiguió una medalla de plata en la categoría de +87 kg.

## Palmarés internacional
| Juegos Olímpicos | Juegos Olímpicos        | Juegos Olímpicos | Juegos Olímpicos |
| Año              | Lugar                   | Medalla          | Categoría        |
| ---------------- | ----------------------- | ---------------- | ---------------- |
| 2020             | Tokio (Japón)           | Medalla de plata | +80 kg           |
| Juegos Europeos  |                         |                  |                  |
| Año              | Lugar                   | Medalla          | Categoría        |
| 2023             | Krynica-Zdrój (Polonia) | Medalla de plata | +87 kg           |